# Геба (Дагестан)
Геба (рос. Геба) — село Акушинського району, Дагестану Росії.
Населення — 725 (2015).

## Населення
За даними перепису населення 2002 року в селі мешкало 753 особи. В тому числі 354 (47,01 %) чоловіка та 399 (52,99 %) жінок.
Переважна більшість мешканців — даргинці (100 % від усіх мешканців). У селі переважає усіша-цудахарська мова.
У 1959 році в селі проживало 499 осіб.